# Lubiejki (Białoruś)
Lubiejki (biał. Любейкі; ros. Любейки) – wieś na Białorusi, w obwodzie brzeskim, w rejonie lachowickim, w sielsowiecie Ostrów.

## Historia
W dwudziestoleciu międzywojennym leżały w Polsce, w województwie nowogródzkim, w powiecie baranowickim, w gminie Ostrów. W 1921 miejscowość liczyła 183 mieszkańców, zamieszkałych w 37 budynkach, wyłącznie Białorusinów. 182 mieszkańców było wyznania prawosławnego i 1 rzymskokatolickiego.
Po II wojnie światowej w granicach Związku Sowieckiego. Od 1991 w niepodległej Białorusi.